# Elise Flindt
Elise Flindt (um 1810 in Mainz – 26. April 1886 in Wiesbaden) war eine deutsche Theaterschauspielerin.

## Leben
Nachdem sie von 1834 bis 1838 in Stralsund tätig gewesen war, kam sie an die Hofbühne nach Wiesbaden, der sie zuerst als Liebhaberin angehörte. Sie ging daselbst ins Fach der Mütter und Anstandsdamen über und war bis 1874 in hervorragender Weise tätig. Am 6. November 1874 betrat sie als „Generalin“ in „Mutter und Sohn“ zum letzten Mal auf die Bühne und zog sich dann ins Privatleben zurück.